# Philippe Mangou
Philippe Mangou (né le 26 janvier 1952 à Abidjan) est un général de corps d'armée ivoirien, chef d'état-major des armées de 2004 à 2011 et ambassadeur au Gabon. Il est l'actuel ambassadeur de la Côte d'Ivoire en Allemagne[réf. nécessaire]. 

## Biographie
Fils de pasteur, ayant reçu une éducation religieuse, il a été décoré « officier de l’ordre du Mérite national », « médaillé or et argent de la Défense française » et « médaillé de la MICECI ».
Philippe Mangou est marié et père de six enfants. Élève au collège moderne du Plateau et au lycée classique d'Abidjan, il obtient à l’université de Cocody, le Diplôme d’étude universitaire général (DEUG II) en droit.

### 1978-2000
Le 1er octobre 1978, il fait son entrée dans l’armée ivoirienne. Il reçoit sa formation militaire à l’École des Forces armées (EFA) de Bouaké. Il est de la même promotion que l'ex chef d'état-major des armées le général de corps d'armée Sékou Touré.Il intègre par la suite le 1er Bataillon blindé (BB) d’Akouédo. En 1985, il est titulaire du cours de perfectionnement des officiers subalternes de l'Armée blindée de Cavalerie
Il va suivre, dans le cadre de sa formation en stratégie militaire, des stages en France, en 1980 à Saumur et en 1991, à l'état-major interarmées de Compiègne.
Affecté à l'École des forces armées (EFA) de Bouaké en 1988, il exerce les fonctions de commandant de brigade.
Philippe Mangou sera muté à la Garde républicaine d’Abidjan à Treichville, en qualité de commandant en second du 1er bataillon blindé en 1991, autrefois rattachée à la Présidence de la République ; ce, jusqu’en 2000.
En 1992, il devient commandant puis lieutenant colonel en 1999.

### 2000-2010
En 2000, il est appelé au cabinet du ministre d’État chargé de la Défense, Moïse Lida Kouassi.
En septembre 2002, lorsque la rébellion éclate, le lieutenant-colonel Mangou est nommé porte-parole des Forces armées de Côte d'Ivoire Ex (FANCI). Ensuite, le Général de Division Mathias Doué, lui confie le commandement du théâtre des opérations des FANCI, avec pour base Yamoussoukro. En janvier 2003, il est promu colonel.
Le 13 novembre 2004, il est nommé Chef d'État Major des Armées (CEMA) par le président Laurent Gbagbo. Il est le neuvième CEMA de l'histoire du pays. Il remplace le Général de division Mathias Doué qui a occupé le poste pendant 4 années.
Le 17 juin 2005, il est fait général de brigade et le 4 août 2007, général de division. Le 3 août 2010, il est nommé général de corps d'armée par Laurent Gbagbo.

### Crise politique 2010-2011
En décembre 2010, il prête serment d'allégeance envers Laurent Gbagbo, à l'issue de sa réélection contestée face à Alassane Ouattara.
Cette situation inconfortable finit par déboucher sur une reprise des combats entre l'armée régulière ivoirienne et les forces pro-Ouattara. Ces dernières prenant rapidement le dessus, conquièrent le reste du pays en quelques jours. Abidjan étant encerclé le 31 mars 2011, Mangou se réfugie alors à l'ambassade d'Afrique du Sud avec son épouse et son deuxième fils qu'il a eu avec son épouse actuelle, la fille de son épouse, son fils et sa nounou, et la nouvelle de sa défection se répand.
Cependant, une rencontre est organisée le 3 avril avec Laurent Gbagbo, et Philippe Mangou réintègre les rangs de l'Armée ivoirienne aux côtés de son mentor.
Néanmoins, le 12 avril, lendemain de l'arrestation de Laurent Gbagbo et de sa famille, il change de camp et fait allégeance au président élu Alassane Ouattara.

## Décorations

### Intitulés
- Commandeur de la Légion d'honneur
- Officier de l'ordre national du Mérite
- Officier du Mérite maritime
- Médaille de reconnaissance de la Nation
- Grand officier de l'ordre pro Merito Melitensi